# Takamine Jōkichi

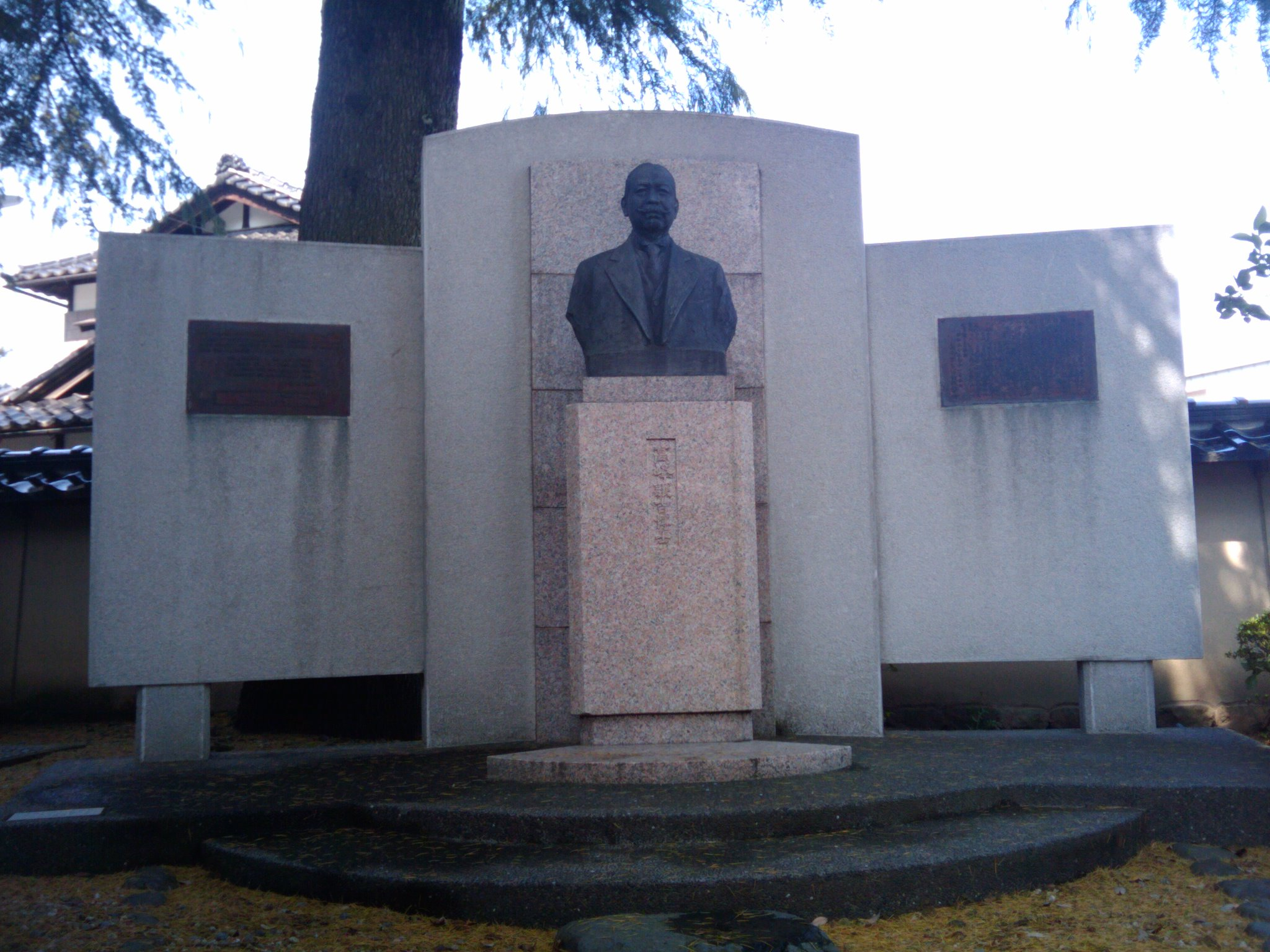
Buste de Takamine Jōkichi au.

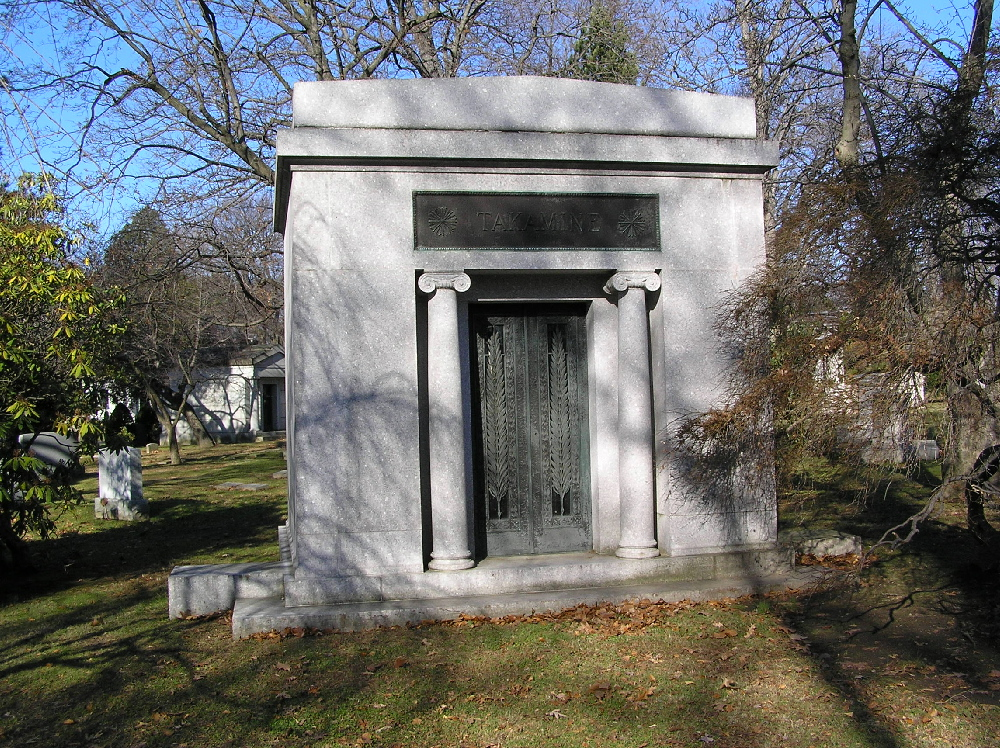
Mausolée de Takamine Jōkichi au cimetière de Woodlawn à New York.

Takamine Jōkichi est un nom japonais traditionnel ; le nom de famille (ou le nom d'école), Takamine, précède donc le prénom (ou le nom d'artiste).
Takamine Jōkichi (高峰 譲吉), né le 3 novembre 1854 à Takaoka au Japon et décédé à l'âge de 67 ans le 22 juillet 1922 à New York, est un chimiste japonais de l'ère Meiji. Il est listé comme l'un des « Dix grands inventeurs japonais » en 1985 par l'office des brevets du Japon.

## Biographie

### Jeunesse et formation
Takamine est né à Takaoka dans l'actuelle préfecture de Toyama en novembre 1854. Son père est médecin et sa mère fait partie d'une famille de brasseurs de saké. Il grandit à Kanazawa, chef-lieu de l'actuelle préfecture d'Ishikawa au centre de Honshū, et est éduqué à Osaka, Kyoto et Tokyo. Diplômé de l'université impériale de Tokyo en 1879, il poursuit ses études à l'université de Glasgow et au collège Anderson en Écosse. Il retourne au Japon en 1883 et intègre la division de chimie du ministère de l'Agriculture et du Commerce. Il apprend l'anglais durant sa jeunesse grâce à une famille néerlandaise de Nagasaki et parle toute sa vie cette langue avec un accent néerlandais.

### Carrière

#### Au Japon
Takamine travaille pour le ministère de l'Agriculture et du Commerce jusqu'en 1887. Il fonde ensuite la compagnie de fertilisants artificiels de Tokyo au sein de laquelle il isole l'enzyme de la takadiastase (nommée en son honneur), une enzyme catalysant l'hydrolyse de l'amidon. Takamine développe cette substance à partir de koji, un fungi utilisé dans la fabrication de sauce de soja et de miso. Son nom latin est Aspergillus oryzae et il est désigné comme « fungi national » au Japon.
En 1899, Takamine reçoit un doctorat honoris causa d’ingénierie par l'université impériale de Tokyo.

#### Aux États-Unis
Takamine arrive en tant que codélégué à l'exposition de coton de La Nouvelle-Orléans en 1884, durant laquelle il rencontre Lafcadio Hearn et Caroline Hitch, sa future épouse. Il s'installe plus tard aux États-Unis, fonde son propre laboratoire de recherche à New York et vend les droits de production exclusifs de la takadiastase à l'une des plus grandes compagnies pharmaceutiques américaines, Parke-Davis. Cela s'avère être une manœuvre habile et il devient millionnaire en peu de temps, sa fortune au début du XXe siècle est estimée à 30 millions $.
En 1901, il isole et purifie l'hormone de l'adrénaline (le premier bronchodilatateur de l'asthme) à partir de glandes animales, devenant le premier à réussir cela à partir d'hormones glandulaires,.
En 1905, il fonde le club Nippon de New York (en) qui est longtemps situé au 161 ouest de la 93e rue (en) à Manhattan.
Beaucoup des cerisiers du parc West Potomac près de Tidal Basin à Washington, D.C. ont été offerts par le maire de Tokyo Yukio Ozaki et Takamine en 1912.
En 1904, l'empereur Meiji honore Takamine avec un cadeau peu ordinaire. À l'occasion de l'exposition universelle de 1904 à Saint-Louis, le gouvernement japonais présente la réplique d'une structure historique, le « palais de pin de d'érable » (Shofu-den), copié sur le palais impérial du couronnement de Kyoto âgé de 1 300 ans. Cette structure est offerte à Takamine en reconnaissance de ses efforts dans les relations amicales entre les États-Unis et le Japon. Il transporte ce bâtiment par morceaux du Missouri jusqu'à sa résidence d'été dans les hauteurs de l'État de New York, à environ 120 km au nord de la ville de New York. En 1909, la structure accueille le prince Kuniyoshi Kuni et la princesse Kuni en visite dans la région. Bien que la propriété soit vendue en 1922, la structure reste sur place. En 2008, elle est encore l'une des attractions touristiques du comté de Sullivan.
La maison de Takamine à Kanazawa peut être visitée aujourd'hui. Elle est déplacée dans l'enceinte du château de Kanazawa en 1964.